# Juliusz Malewski
Juliusz Malewski (ur. 29 marca 1899 w Worytach, zm. 29 grudnia 1981 w Olsztynie) – działacz narodowy, społeczny i polityczny na Warmii, poseł na Sejm PRL I, III, IV i V kadencji. Budowniczy Polski Ludowej.

## Życiorys
Posiadał wykształcenie średnie. Od 1920 był członkiem Związku Polaków w Prusach Wschodnich. Organizator bankowości i spółdzielczości na Warmii. Od 1923 działacz (w latach 1928–1939 członek) rady nadzorczej Związku Polaków w Niemczech, Rady Narodowej Banku Słowiańskiego w Berlinie, dyrektor Banku Ludowego w Olsztynie. W latach 1939–1945 był więziony w obozach koncentracyjnych Sachsenhausen, po kilku miesiącach Dachau (osadzony w bloku 13). Po wyzwoleniu wrócił do Olsztyna pierwszym pociągiem z Dachau. W Olsztynie mieszkał przy ulicy Rybaki, nad Jeziorem Długim. Czterokrotnie wybierany na posła na Sejm PRL I, III, IV i V kadencji. W 1950 był zastępcą, a następnie przewodniczącym prezydium Wojewódzkiej Rady Narodowej w Olsztynie. Należał do Polskiej Partii Socjalistycznej, a następnie do Polskiej Zjednoczonej Partii Robotniczej. Od 9 lipca 1950 do 11 grudnia 1956, a następnie od 16 stycznia 1959 do 1981 był członkiem plenum Komitetu Wojewódzkiego PZPR w Olsztynie. Od 23 kwietnia 1952 do 11 grudnia 1956, a następnie od 16 stycznia 1959 do 11 marca 1971 był członkiem egzekutywy KW PZPR w Olsztynie. Był także przewodniczącym Wojewódzkiego Komitetu Frontu Jedności Narodu w Olsztynie.
Został pochowany na cmentarzu komunalnym w Olsztynie.

## Odznaczenia
W 1965 otrzymał Order Budowniczych Polski Ludowej. Odznaczony został także Orderem Sztandaru Pracy I klasy, Krzyżem Komandorskim Orderu Odrodzenia Polski, Złotym Krzyżem Zasługi (1950) oraz Złotą Odznaką „Zasłużony dla Warmii i Mazur”.

## Życie prywatne
Miał trzech synów: Mieczysława, Janusza i Tomasza.